# Интернет-телевидение
Телеви́дение межсетево́го протоко́ла (интернет-телевидение или on-line ТВ) — система, основанная на двусторонней цифровой передаче телевизионного сигнала через интернет-соединения посредством широкополосного подключения. Не следует путать с IPTV — технологией передачи цифрового телевидения кабельными операторами по протоколу IP.

## Введение
Интернет-телевидение вышло на новый уровень развития. Если до недавних пор оно казалось простому обывателю диковинкой, то теперь интернет-телевидение приобретает колоссальные масштабы. Пользователей прельщают большой выбор возможностей применения телевизионного контента, которые до последнего времени были практически неосуществимы на традиционном телевидении. Просмотр передач, передаваемых в виде потокового видео, можно осуществлять на сайтах соответствующих телеканалов либо при помощи специальных приложений для компьютеров, смартфонов или планшетов со встроенной базой IP-адресов телеканалов. Некоторые приложения содержат базу адресов тысяч телеканалов со всего мира (что больше, чем в любой спутниковой суперсистеме) и периодически её обновляют. Однако, интернет-телевидение отстаёт от традиционного по-качеству изображения (например, из-за низкого битрейта, а также меньшей плавности видеоряда из-за меньшего числа кадров в секунду) и стабильности сигнала (буферизация), а также гарантированного вещания телеканала. Существует также система торрент-ТВ, где трафик распространяется между самими пользователями сети P2P, поэтому достигаются лучшие стабильность сигнала и качество изображения. Скорость загрузки зависит от нескольких факторов. Обратите внимание, замер скорости необходимо производить на устройстве, на котором возникают проблемы с просмотром видео. Если скорость будет менее 2 Mbps, необходимо обратиться в службу поддержки Вашего интернет-провайдера (возможно есть проблема на Вашей абонентской линии).

## Возможности интернет-телевидения
Система интернет-телевидения позволяет реализовать:
1. Управление пакетом подписки каждого пользователя.
2. Защиту содержания телевидения на любом уровне.
3. Трансляцию каналов в формате MPEG-2, MPEG-4.
4. Представление телевизионных программ.
5. Функцию регистрации телевизионных передач.
6. Поиск прошлых телевизионных передач для просмотра.
7. Функцию паузы для телеканала в режиме реального времени.
8. Индивидуальный пакет телеканалов для каждого пользователя.
9. Возможность интерактива со зрителями через чат на сайте.

## Представители отрасли
Одним из широко известных проектов, который находится на стадии бета-тестирования, является Joost, разработанный создателями Skype и Kazaa Янусом Фрисом и Николасом Зенстромом. В отличие от обычного телевидения, которое передаёт изображение по радио и кабельным сетям, в Joost трансляция ведётся на основе пиринговой технологии.
Широкополосное соединение в бета-версии продукта позволяет просмотр передач эфирных, кабельных и спутниковых телеканалов, дающих качественную картинку. Каналы Joost выступают в качестве плей-листов, которые составлены из видеофайлов со списками передач. Полноэкранный интерфейс достаточно прост и удобен в применении.
В Joost присутствует возможность просмотра передач с комментариями, то есть пользователь имеет возможность комментировать видеоролики, просматривать комментарии других, вывешивать рейтинги передач и присваивать контенту теги.
Онлайн-сервис Joost имеет ряд конкурентов. Среди них — европейский peer-to-peer сервис интернет-ТВ — Babelgum, который также находится на стадии тестирования, и швейцарский сервис Zattoo.
Сеть децентрализованного (пирингового) телевещания Babelgum была разработана Сильвио Скалья (Silvio Scaglia). Она, как и Joost, работает в режиме бета-версии.
Идея данной телесети, впервые реализованная Янусом Фрисом и Николасом Зенстромом в проекте Joost, состоит в том, что видеопоток передаётся по частям со множества компьютеров, а сама программа работает как приёмник и передатчик.
Babelgum берёт за основу идею разработчиков Joost, но помимо этого добавляет возможность пользователю создавать свои каналы на базе существующего контента.
Столь высокий интерес к онлайн-телевидению объясняется целым рядом причин: во-первых, это удобство пользования, во-вторых — минимум рекламы, в-третьих, нужную передачу можно скачать сразу после просмотра и, наконец, существенную роль играет интерес к новым технологиям.